# بمبديون ألتاوي
بمبديون ألتاوي (الاسم العلمي: Bembidion altaicum) هو نوع من الحشرات يتبع جنس البمبديون من فصيلة الخنافس الأرضية.